# Faisal 1. af Irak
 Der er for få eller ingen kildehenvisninger i denne artikel, hvilket er et problem. Du kan hjælpe ved at angive troværdige kilder til de påstande, som fremføres i artiklen.

Faisal bin al-Hussein bin Ali al-Hashimi (arabisk: فيصل بن الحسين بن علي الهاشمي, tr. Fayṣal bin al-Ḥusayn bin ʻAlī al-Hāshimī; 20. maj 1885 i Ta'if - 8. september 1933 i Bern, Schweiz) var leder af det arabiske oprør mod det Osmanniske rige under 1. verdenskrig. Efter oprøret var han konge af Syrien i 1920 og derefter konge af Irak fra 1921 til 1933.
Faisal tilhørte den hashimitiske slægt og var søn af Hussein bin Ali. Under 1. verdenskrig var han leder af arabernes frihedskamp mod det Osmanniske rige i samarbejde med Storbritannien. Hans valg til konge af Syrien i 1920 blev forkastet af Frankrig, men i 1921 blev han på britisk foranledning udpeget til konge af Irak, hvor han regerede under britisk mandat indtil 1932.

## Kunstneriske gengivelser
- I den britiske storfilm Lawrence of Arabia fra 1962 bliver han spillet af den engelske skuespiller Alec Guinness.[3]